# 프라니타 수바시
프라니타 수바시(Pranitha Subhash, 1992년 10월 17일 ~ )는 인도의 배우, 모델이다.